# كيث كروسان
كيث كروسان (بالإنجليزية: Keith Crossan)‏ هو لاعب اتحاد الرغبي أيرلندي، ولد في 29 ديسمبر 1959 في بلفاست في المملكة المتحدة.

## وصلات خارجية
- كيث كروسان عل موقع إسبنسكروم (الإنجليزية)
- كيث كروسان على موقع ItsRugby.co.uk (الإنجليزية)